# Postcards from a Young Man
Postcards from a Young Man (рус. «Открытки от молодого человека») — десятый студийный альбом группы Manic Street Preachers. Пластинка вышла 20 сентября 2010 года. Запись альбома началась в октябре 2009 года под названием It’s Not War — Just the End of Love. Запись проходила в Faster Studio в Кардиффе. Для обложки альбома снялся известный актёр Тим Рот.

## Список композиций
Официальный список композиций.
Все песни написаны Брэдфилдом/Муром (музыка) и Уайром (тексты), кроме указанных в примечании.
1. «(It's Not War) Just the End of Love» — 3:32
2. «Postcards from a Young Man» — 3:39
3. «Some Kind of Nothingness» — 3:52 (при участии Иэна Маккалоха)
4. «The Descent (Pages 1 & 2)» — 3:30
5. «Hazelton Avenue» — 3:27
6. «Auto-Intoxication» — 3:52
7. «Golden Platitudes» — 4:28
8. «I Think I Found It» — 3:10 (текст Брэдфилда)
9. «A Billion Balconies Facing the Sun» — 3:43 (при участии Даффа МакКагана)
10. «All We Make Is Entertainment» — 4:18
11. «The Future Has Been Here 4 Ever» — 3:42
12. «Don’t Be Evil» — 3:18

### Бонус-треки для японского издания
1. «Red Rubber»
2. «Evidence Against Myself»

## Чарты
| Чарт (2010)        | Пик |
| ------------------ | --- |
| Бельгия (Фландрия) | 55  |
| Голландия          | 62  |
| Финляндия          | 20  |
| Германия           | 65  |
| Греция             | 8   |
| Испания            | 61  |
| Швеция             | 45  |
| Швейцария          | 88  |
| Великобритания     | 3   |